# Herman Hendrik Adriaan Sluis
Mr. Herman Hendrik Adriaan Sluis (Loppersum, 18 maart 1810 - Assen, 25 februari 1900) was een notaris en burgemeester van de voormalige Nederlandse gemeente Vledder en gedeputeerde van de Nederlandse provincie Drenthe.

## Leven en werk
Sluis werd geboren als zoon van wethouder en burgemeester van Assen, Jan Aldrik Sluis en Maria Krull. Hij promoveerde aan de universiteit van Groningen met het proefschrift 'De codificatione apud populos nominatim apud Romanos'. Vervolgens werd hij benoemd tot commies-griffier bij de Rechtbank in Assen. Op 17 september 1834 trouwde hij met Henrica Johanna Collard. Ze kregen vier kinderen.
Van 1835 tot 1843 was hij notaris te, en burgemeester van Vledder. In het laatste jaar verlegde hij zijn standplaats van notaris naar Dwingeloo, alwaar hij ging wonen in huize Westrup. In 1849 werd hij gekozen tot lid Provinciale Staten van Drenthe, en in 1853 werd hij gedeputeerde van deze provincie, wat hij bleef tot 1881. Hij ging toen wonen in het huis, gebouwd door zijn schoonvader, aan de huidige Dr. Nassaulaan 1 in Assen, waar hij tot zijn dood bleef wonen.

## Studententijd
In zijn studententijd nam hij deel aan de Tiendaagse Veldtocht, bij de Vrijwillige Flankeurs. Hij ontving daarvoor het Metalen Kruis. 